# Mesochorus minowai
Mesochorus minowai är en stekelart som beskrevs av Tohru Uchida 1929. Mesochorus minowai ingår i släktet Mesochorus och familjen brokparasitsteklar. Inga underarter finns listade i Catalogue of Life.